# Zyzomys woodwardi
Zyzomys woodwardi е вид бозайник от семейство Мишкови (Muridae).

## Разпространение
Видът е разпространен в Австралия.